# MAC's
Het MAC's (voluit Musée des Arts Contemporains de la Fédération Wallonie-Bruxelles) is een museum met expositieruimte van de Franse Gemeenschap in Hornu in de Belgische provincie Henegouwen. De provincie is eigenaar van de site.

## Toelichting
Het MAC's is ingeplant op de oude mijnsite Le Grand-Hornu in de Borinage nabij Mons. De site werd in 1971 aangekocht door de plaatselijke architect Henri Guchez die ze daarmee van de voorziene sloop kon redden. Hij startte met een gedeeltelijke restauratie en vestigde er zijn kantoren. In 1984 stichtte de provincie Henegouwen de vereniging Grand-Hornu Images met als doel de plek in te richten als een culturele site van de Franse Gemeenschap in België. In 1989 kocht de provincie het geheel van de site aan en ook het tegenoverliggende Château De Gorge (gebouwd in opdracht van Henri De Gorge de oorspronkelijke eigenaar en bouwer van het complex).
Het concept van het geheel en de restauratie van de oude site is van de hand van Pierre Hebbelinck. Sinds 1991 is de artistieke leiding van het museum in handen van Laurent Busine. De tentoonstellingspolitiek richtte zich op het exposeren van design en toegepaste kunsten. Het MAC's werd in 2002 ondergebracht in het vroegere ingenieursgebouw. Het Château De Gorge is omgevormd tot een centrum voor nieuwe technologieën.
Het museum is dankzij de nabijheid van de E19 snelweg en het spoorwegstation van Saint-Ghislain goed bereikbaar.

## Bestuurders
Sinds zijn oprichting in 1989 tot de leeftijd van zijn pensioen, was de directeur Laurent Busine. Hij werd eind januari 2016 vervangen door Denis Gielen, 48, adjunct-directeur van Mac's.